# أنطون غان
أنطون غان (بالإنجليزية: Anton Gunn)‏ هو سياسي أمريكي، ولد في 1 مارس 1973 في الولايات المتحدة. حزبياً، نشط في الحزب الديمقراطي. وقد انتخب عضو مجلس نواب كارولاينا الجنوبية.

## وصلات خارجية
- الموقع الرسمي